# Casament de Ramir II d'Aragó i Agnès de Poitiers
El casament de Ramir II d'Aragó i Agnès de Poitiers es produí entre Ramir II d'Aragó, rei d'Aragó i Agnès de Poitiers, segons la hipòtesi d'Antonio Ubieto, el 13 de novembre del 1135 a Jaca.

## Context
El contracte d'afillament tenia per objectiu formar una aliança contra Alfons VII de Castella i consensuar una solució a la problemàtica successòria que havia plantejat el testament d'Alfons I d'Aragó (1131).

## Antecedents

### Proclamacions del bisbe Ramir Sanxes i de Garcia Ramires
L'11 de setembre de 1134, tan sols quatre dies després de la mort del rei, els habitants de Jaca reconegueren el bisbe Ramir, germà del difunt rei Alfons, com a nou rei d'Aragó. El bisbe Ramir sortí del monestir i passà a les terres de Barbastre per rebre l'obediència d'aquelles terres. Per contra, la noblesa navarresa es mostrà disconforme amb l'elecció de Ramir, perquè el consideraren incapaç de defensar la terra contra el rei de Castella, que pocs dies després de la mort d'Alfons I d'Aragó havia posat setge a Vitòria, havia pres alguns llocs del Regne de Pamplona i es preparava per envair el Regne d'Aragó. El bisbe de Pamplona Sancho de Larosa i els cavallers Ladrón Íñiguez Vélez, Guillén Aznárez d'Oteiza i Ximeno Aznárez de Torres, escolliren un descendent del rei Garcia Sanxes III de Pamplona, Garcia Remírez, com a nou rei, tot i no comptar amb la conformitat dels aragonesos.

### Afillaturade Vadoluengo
Les dues proclamacions provocaren enfrontaments entre ambdós. El gener del 1135 signaren un tractat d'afillament, mitjançant el qual els dos reis s'adoptaven mútuament, resultant successor del patrimoni reial de l'altre aquell que sobrevisqués al difunt. El contracte estigué en vigor tan sols durant 5 mesos, moment en el qual Garcia V de Pamplona canvià de bàndol i s'alià amb Alfons VII de Castella en contra Ramir II d'Aragó. De resultes d'això, el contracte d'afillament quedà trencat i el rei Ramir II d'Aragó hi hagué de buscar una sortida.

## Casament
Prèviament, a l'octubre del 1135, Ramir II estava a Biel; el mes de novembre s'havia traslladat a Jaca i el desembre estava a Marcuello. El primer document en què s'esmenta Agnès de Poitiers és una donació a la catedral d'Osca, però en el qual no es concreta la data, sinó tan sols l'any 1135. A partir de l'itinerari reial, segons l'historiador Antonio Ubieto, caldria datar el document el desembre del 1135. A partir d'aquesta suposició, Ubieto infereix que el casament s'hauria produït, no el desembre a Osca, sinó a Jaca i, per tant, el mes de novembre. Per arribar a aquesta conclusió, es fonamenta en el sistema monetari jaquès, que establia el batiment de moneda en septenis. Basant-se en la legislació vigent, Ramir II hauria pogut encunyar nova moneda el 1134, però no ho va fer, tenint noves possibilitats de fer-ho el 1141, el 1148, el 1155, i així successivament. Però el 13 de novembre del 1135 es va produir un fet excepcional, es va emetre diner jaquès, però en una quantitat molt reduïda. A partir d'aquest fet, Ubieto suggereix una emissió de diner commemorativa, i que per tant el casament del rei amb Agnès de Poitiers s'hauria produït el 13 de novembre del 1135 a Jaca.